# Kepler-18 d
Kepler-18 d (GSC 03149-02089 d, KIC 8644288 d, 2MASS J19521906+4444467 d) — последняя из трёх экзопланет у звезды Kepler-18 в созвездии Лебедя.
Экзопланета принадлежит к классу горячих нептунов и представляет собой газового гиганта нагретого до 730 Кельвина, не имеющего твёрдой поверхности. Её средняя плотность намного меньше, чем у Нептуна, что говорит о малом количестве тяжёлых элементов в химическом составе. Радиус Kepler-18 d равен семи земным радиусам. Она обращается на расстоянии 0,12 а. е. от звезды, совершая полный оборот за пятнадцать суток.
Авторы открытия вычислили, что планета имеет массивное ядро и наблюдается орбитальный резонанс 2:1 с планетой Kepler-18 c.

## Родная звезда
Звезда Kepler-20, также известна как GSC 03149-02089, относится к звёздам спектрального класса GV. Звезда находится в 1761 световых лет от Земли в созвездии Лебедя. Вокруг звезды обращаются, как минимум, трипланеты
Kepler-18 — звезда 13,5 величины, по своим параметрам похожая на наше Солнце. Её масса и радиус практически идентичны солнечным; температура поверхности составляет около 5345 кельвинов. В химическом составе звезды обнаружено повышенное содержание тяжёлых элементов. Однако по возрасту Kepler-18 намного старше нашего Солнца — ей около 10 миллиардов лет. Звезда получила своё наименование в честь космического телескопа Кеплер, открывшего у неё планеты.

## Статьи
- William D. Cochran et all. Kepler 18-b, c, and d: A System Of Three Planets Confirmed by Transit Timing Variations, Lightcurve Validation, Spitzer Photometry and Radial Velocity Measurements (англ.). — 2011. — arXiv:1110.0820v1.
- William J. Borucki. Characteristics of planetary candidates observed by Kepler, II: Analysis of the first four months of data (англ.). — 2011. — arXiv:1102.0541v2.
- Stephen R. Kane, Dawn M. Gelino. Decoupling Phase Variations in Multi-Planet Systems (англ.) // The Astrophysical Journal. — IOP Publishing, 2012. — arXiv:1211.6747v1.
- Montet B., Johnson J. DModel-Independent Stellar and Planetary Masses from Multi-Transiting Exoplanetary Systems (недоступная ссылка — история) (англ.). — 2012. — arXiv:1211.4028v1.

## Каталоги
- Kepler-18 d (англ.). exoplanets.org. Архивировано 11 июля 2013 года.
- Kepler-18 d (англ.). Open Exoplanet Catalogue. Архивировано из оригинала 11 июля 2013 года.
- Kepler-18 d (англ.). Ames Research Center. Архивировано 11 июля 2013 года.
- Kepler-18 d (англ.). NASA Exoplanet Archive. Архивировано 11 июля 2013 года.
- Kepler-18 d (англ.). SIMBAD. Архивировано 11 июля 2013 года.